# Mario de Souza Mota
Mario de Souza Mota, más conocido como Bahía, es un exfutbolista brasileño que jugaba en la posición de delantero. En México jugó un total de 213 partidos, anotando 101 goles en la liga. Contabilizó 96 goles contando sus anotaciones en el torneo de Copa México y Capa de Campeones de la Concacaf. Es el tercer máximo anotador del Club de Fútbol Monterrey, solo por detrás de Humberto Suazo y Rogelio Funes Mori, aparte de estar en la lista de ídolos de la institución. 

## Trayectoria
Nació en São Paulo en 1958 y desde los 17 años empezó a jugar fútbol en las divisiones inferiores del fútbol brasileño, en 1981 firma con el Internacional y ahí fue cuando llamó la atención del Club de Fútbol Monterrey de México llegando al equipo en agosto de 1984, convertiría 96 goles en total y se ganaría el cariño de la gente de la ciudad, 11 de esos goles fueron en el Clásico Regiomontano siendo uno de los mejores anotadores. Se retiraría del fútbol en 1992, en ese mismo equipo. Actualmente reside en Monterrey donde tiene una escuela de fútbol.

## Clubes
| Club                     | Año         |
| ------------------------ | ----------- |
| Internacional            | 1981- -1984 |
| Club de Fútbol Monterrey | 1984-1992   |

## Palmarés
| Torneo              | País   | Año  |
| ------------------- | ------ | ---- |
| Torneo México 86    | México | 1986 |
| Copa México 1991-92 | México | 1991 |